# Mr. Brooks
Mr. Brooks è un film thriller del 2007 diretto da Bruce A. Evans, con protagonisti Kevin Costner, Dane Cook, William Hurt e Demi Moore.

## Trama
Earl Brooks è un intraprendente uomo d'affari e un ottimo padre di famiglia, tanto che al principio della storia viene nominato "uomo dell'anno" dalla Camera di commercio di Portland.
Segretamente, però, Earl è un drogato di omicidi e dell'eccitazione che ne deriva e vive una vita segreta come un serial killer noto come "Killer delle impronte". Questo lato oscuro della sua personalità prende forma nel suo sadico alter ego chiamato Marshall. Brooks ha controllato l'impulso di uccidere per ben due anni, ma Marshall lo convince a rifarlo di nuovo, scatenando così una serie di eventi che porteranno gli investigatori a stringere inevitabilmente il cerchio intorno al "Killer delle Impronte", questa volta affiancato, nella sua lucida follia, dall'altrettanto sadico fotografo Mr. Baffert.
Brooks uccide una giovane coppia che fa sesso nella loro camera da letto. Come parte della sua psicopatologia, Brooks lascia l'impronta del pollice insanguinata di ogni vittima su un paralume. Segue un meticoloso modus operandi, tra cui la pulizia della scena del crimine, la posa dei corpi e persino la chiusura delle porte prima di partire. Brooks si rende conto in seguito che le tende della camera da letto erano aperte durante l'omicidio, la finestra si affacciava su un condominio.
La figlia di Brooks, Jane, torna inaspettatamente a casa, dopo aver abbandonato il college; vuole un lavoro nell'azienda di suo padre. Lo stesso giorno, un uomo che si fa chiamare "Mister Smith" si presenta nell'ufficio di Brooks. Vive nell'appartamento di fronte alla coppia assassinata e ricatta Brooks con le foto che ha scattato durante il crimine. Brooks accetta con riluttanza le richieste di Smith di accompagnarlo durante un omicidio, avvertendolo che uccidere può creare dipendenza.
La moglie di Brooks, Emma, riferisce che Jane ha lasciato il college perché è incinta. Poco dopo, i Brooks vengono visitati dagli investigatori di Palo Alto che indagano su un omicidio nell'ex dormitorio del campus di Jane. Brooks si rende conto che è stata la stessa Jane a commettere l'omicidio e inizialmente pensa di lasciarla catturare per "salvarla" dal diventare come lui, anche se in seguito cambia idea. Assumendo un'identità alternativa, vola a Palo Alto e commette un omicidio simile per fornire a Jane un alibi.
La detective Tracy Atwood intervista Smith e molti altri residenti che vivono di fronte all'ultima scena del crimine. Brooks scopre che Atwood sta subendo un difficile divorzio dal marito, Jesse Vialo e decide che Vialo e la sua amante, ma anche avvocato, Sheila, saranno le prime "vittime" di Smith. Sulla scena dell'omicidio di Vialo, Smith urina nei pantaloni in preda al panico, lasciando che il suo DNA venga scoperto in seguito.
Dopo aver lasciato la scena, Smith punta una pistola su Brooks, cosa che Brooks ha anticipato potesse accadere. Brooks dice che non è in grado di smettere di uccidere e ha intenzione di suicidarsi per risparmiare alla sua famiglia la vergogna di essere stato catturato. Porta allora Smith in un cimitero e gli chiede di sparargli e di mettere il suo corpo in una tomba aperta che sarà riempita il giorno successivo.
Smith tenta di sparare a Brooks, ma Brooks aveva precedentemente disattivato la pistola di Smith nella remota possibilità che avesse cambiato idea sul suicidio. Brooks ora vuole vivere per vedere suo nipote e invece uccide Smith, nascondendo il suo corpo nella fossa aperta. Avendo già distrutto le foto con cui Smith lo stava ricattando, non c'erano più prove che legassero Brooks ai crimini. L'urina di Smith ha fornito l'unica prova del DNA legata al "Thumbprint Killer", consentendo a Brooks di rimanere in incognito e tornare alla sua vita normale.
Sapendo di essere a posto, Brooks chiama il detective Atwood, che è venuto ad osservare, e chiede perché è diventata un agente di polizia. Dice che il suo ricco padre aveva voluto un figlio e lei aveva bisogno di mettersi alla prova. Brooks riattacca prima che venga rintracciata la chiamata. Atwood si rende conto che la voce non era quella di Smith e qualcun altro potrebbe essere il "Killer delle impronte".
Quella stessa notte, Brooks ha un incubo in cui immagina che Jane lo uccida, suggerendo il timore che la figlia possa diventare come lui.

## Produzione
Costato 20 milioni di dollari in fase di produzione, il film avrebbe dovuto essere il primo capitolo di una trilogia mai realizzata. Il regista ha anche rivelato quella che avrebbe dovuto essere la trama dei due film successivi, dichiarando che nel secondo capitolo la famiglia di Brooks sarebbe stata rapita e che nel capitolo finale Mr. Brooks avrebbe ucciso se stesso e sua figlia.

## Colonna sonora
Quasi l'intera colonna sonora è una produzione originale, con l'eccezione di:
1. Fear Factory - Transgressions
2. San Ilya - Soleil Soleil
3. The Veils - Vicious Traditions

## Accoglienza

### Pubblico
Il film ha incassato 48,1 milioni di dollari al botteghino.

### Critica
Sull'aggregatore Rotten Tomatoes il film riceve il 55% delle recensioni professionali positive con un voto medio di 5,7 su 10 basato su 161 critiche, mentre su Metacritic ottiene un punteggio di 45 su 100 basato su 34 critiche.

## Curiosità
- La preghiera, che Mr. Brooks ripete attraverso l'intero film, si chiama Serenity Prayer ed è stata scritta dal teologo Reinhold Niebuhr. Questa preghiera è usata nelle riunioni dell'Alcolisti Anonimi dai primi anni quaranta.
- Costner ha offerto ad Uwe Boll la regia del film, ma Boll ha rifiutato, non convinto della sceneggiatura.
- Originariamente per il ruolo di Mr. Smith/Mr. Bafford era stato scelto Zach Braff, ma alla fine prevalse Dane Cook.
- Il gruppo metalcore Asking Alexandria ha dedicato una canzone al film, chiamandola "Hey There Mr. Brooks"